# Спешнево-Ивановское
Спѐшнево-Ива̀новское (на руски: Спешнево-Ивановское) е село в централната европейска част на Русия, Липецка област, Данковски район.

## География
Населението му е около 729 души (2010).
Разположено е на 252 метра надморска височина в Средноруското възвишение, на 10 километра западно от районния център град Данков и на 82 километра северозападно от Липецк.
Първото споменаване на селището е от втората половина на XVI век.

## Личности
Родени в Спешнево-Ивановское
- Алексей Хомяков (1804 – 1860), философ